# ميخائيل بينيت
ميخائيل بينيت (17 ديسمبر 1909 في المملكة المتحدة - 26 يوليو 1982 بتورونتو في كندا) (بالإنجليزية: Michael Bennett)‏ هو لاعب كريكت بريطاني. لعب مع نادي مقاطعة سومرست للكريكت ‏.

## وصلات خارجية
- ميخائيل بينيت على موقع إي آس بي آن كريك إنفو (الإنجليزية)